# Greenburgh
Greenburgh è una cittadina degli statunitense, sita nello stato di New York, Contea di Westchester.

## Edifici storici
La Romer-Van Tassel House funse da municipio dal 1793 fino ai primi anni del XIX secolo. Essa entrò a far parte dei luoghi storici nazionali nel 1994. Altri luoghi registrati nel National Register sono la chiesa di San Giuseppe di Arimatea e la Odell House. Il monumemto al 71 Reggimento di fanteria nella Guerra ispano-americana nel cimitero di Mount Hope entrò a far aperte del Registro Nazionale della località storiche nel 2011.

## Geografia fisica
Greenburgh confina con le città di Yonkers a sud, quella di Mount Pleasant a nord, ad est con quella di White Plains ed infine con quella di Scarsdale. Il confine occidentale è segnato dal fiume Hudson. Il ponte Tappan Zee collega Tarrytown in Greenburgh con South Nyack in Orangetown.

## Comunità e località in Greenburgh
Circa la metà della popolazione di Greenburgh vive nei suoi sei Village . Il resto della popolazione vive nella unincorporated area di Greenburgh, fuori da ogni village.

### Villages
Greenburgh contiene sei villages:
- Ardsley
- Dobbs Ferry
- Elmsford
- Hastings-on-Hudson
- Irvington
- Tarrytown

### Unincorporated area
L'area non incorporata di Greenburgh nelle aree formalmente rurali della città, al di fuori dei villages. Poiché gli hamlets non sono amministrativamente riconosciuti come entità municipali nello stato di New York, gran parte delle proprietà nell'area non incorporata di Greenburgh sono classificate in una delle tre zone federalmente riconosciute, ciascuna come census-designated place  (CDP), che generalmente corrispondono ai cinque distretti di New York.
- Fairview
- Greenville (comunemente noto come Edgemont)
- Hartsdale

Altre aree non incorporate di Greenburgh, al di fuori dei tre CDP, comprendono i quartieri periferici di :
- East Irvington
- North Elmsford
- South Ardsley